# Coelojoppa cariniscutis
Coelojoppa cariniscutis är en stekelart som beskrevs av Cameron 1904. Coelojoppa cariniscutis ingår i släktet Coelojoppa och familjen brokparasitsteklar. Inga underarter finns listade i Catalogue of Life.